# Річки Вінницької області
Гідрографічна мережа території Вінницької області — 204 річки завдовжки понад 10 км кожна. Вони належать до басейнів трьох великих річок України: Дніпра, Південного Бугу і Дністра. Річки північної частини області належать до басейну Дніпра, західної, центральної, східної та південно-східної частина — Південного Бугу, річки південно-західної частини — Дністра.
Основні річки в межах області: Рось, Південний Буг, Дністер.
Усі річки області належать до рівнинного типу; деякі (переважно басейну Дністра) місцями мають ознаки гірських річок з перекатами та порогами.

## Перелікрічокзабасейнами

### Басейн Дніпра
- (Прип'ять) — права притока (за межами Вінницької області)
  - (Горинь) — права (за межами Вінницької області)
    - (Случ) — права, в межах Хмельницької, Житомирської та Рівненської областей
      - Попівка (верхів'я) — права

- (Тетерів) — права, в межах Житомирської області
  - Гнилоп'ять — права
    - Бродянка (Вовчиця) — ліва
    - Терехова — ліва
    - Клітенка — ліва

  - Гуйва — права
    - Гульва — права

- Рось — права притока
  - Смотруха — ліва
  - Самець — ліва
    - Білуга — ліва

  - Коза — права
  - Горіхова — ліва
    - Бистрик — права

  - Роська — ліва
    - Бистрик — права
    - Живка — права
    - Живка — права

  - Роставиця — ліва
    - Ситна — ліва
    - Шапова — ліва

### Басейн Південного Бугу
- Південний Буг
  - Хвоса — права притока
  - Домаха — ліва
  - Хвоса — ліва
  - Снивода — ліва
    - Витхла — ліва
      - Журавля — права

  - Постолова — ліва
    - Волока — ліва

  - Згар — права
    - Бугер — ліва
    - Згарок — ліва

  - Десна — ліва
    - Вільшанка — ліва
    - Кобильня — ліва
      - Мул — права

    - Жердь — права
      - Золота — права

  - Вишенька — права
  - Ровець — права
  - Рів — права
    - Ровок — ліва
    - Думка — ліва

  - Батіжок (Жовтяк) — права
  - Воронка — ліва
    - Банич — права

  - Краснянка — права
    - Вулижка — права

  - Шпиківка — права
  - Вовчок — ліва
  - Устя — ліва
    - Пилипчиха — ліва
      - Рачка — права

  - Кропив'янка — ліва
  - Сільниця — права
    - Тульчинка — права
    - Тиманівка — права

  - Гірський Тікич — (витоки)
  - Соб — ліва
    - Поганка — ліва
    - Кам'янка — права
    - Широка Руда — права
    - Собок — права
      - Семерічка — права
      - В'язовиця — права

    - Синарна — ліва
    - Скибінь — ліва
    - Купа — ліва
    - Сорока — ліва
    - Горбівня — права
    - Кіблич — ліва
      - Дрипа — права
      - Вовнярка — права

    - Кунка — права

  - Недотека (Тростянець) — права
  - Тьма — ліва
  - Сура — ліва
  - Удич — ліва
    - Гнилиця — ліва
    - Тепличка — права
    - Ялта (Мочулка) — права

  - Дохна — права
    - Берладинка — ліва

  - Саврань — права
    - Мала Савранка — права
      - Бритавка — ліва

    - Рогізка — ліва
    - Яланець — ліва

### Басейн Дністра
- Дністер
  - Матерка (пригорлова частина) — ліва притока
  - Жван — ліва
    - Теребиж — права
    - Батіг (пригирлова частина) — права
      - Бахтинка — ліва

  - Караєць — ліва
  - Лядова — ліва
    - Примощанка — ліва

  - Серебрійка (Джуглая) — ліва
  - Немия — ліва
  - Дерло — ліва
  - Котлубаївка — ліва
  - Мурафа — ліва
    - Суха (притока Мурафи) — ліва
      - Деребчинка — права

    - Мурашка — права
      - Батіжок — ліва
      - Мошкатівка — ліва
      - Ковбасна — ліва

    - Лозова — права
      - Гнила — ліва
      - Жернівка — права
      - Кадуб — права

    - Бушанка — ліва

  - Русава — ліва
    - Томашпілька — ліва
    - Коритна — права
      - Тростянець — права

  - Марківка — ліва
    - Вільшанка — ліва
      - Гарячківка — ліва

    - Яланка — права

  - Окниця — ліва
    - Кисирняк — ліва

  - Кам'янка — ліва
    - Зеленянка — права
    - Хрустова — ліва

  - (Білочі) — ліва, в межах Одеської області
    - Гонорівка — права